# Districtul Bordj Zemoura
Bordj Zemoura este un district din provincia Bordj Bou Arreridj, Algeria.